# Cafè frappé
El cafè frappé (grec καφές φραπές o φραπέ [fra'pe], la forma correcta i usual essent la darrera) és una beguda freda típica grega feta amb cafè instantani, sucre, aigua i gel, batut de tal manera que fa per sobre una capa densa d'escuma. A Grècia es fa servir la paraula francesa frappé (sacsejat, que en francès literalment vol dir 'picat, pegat') per a referir-se a aquesta beguda en concret. Sembla que va ser una invenció d'un emprat de Nestlé el 1957 a la Fira Internacional Arxivat 2006-05-02 a Wayback Machine. de Salònica. Actualment, el frappé és una beguda nacional a Grècia, es pot trobar a gairebé tots els cafès i sovint se serveix acompanyat amb un got d'aigua. El cafè frappé també es consumeix a Xipre, i en algunes parts dels Balcans, on ha estat portat pels immigrants a Grècia.